# Séverin Tatolna
Séverin Tatolna (10 gennaio 2002) è un calciatore centrafricano, difensore dell'Humenné e della nazionale centrafricana.

## Carriera

### Club
Tatolna ha iniziato la sua carriera in Svezia dove ha giocato nelle divisioni inferiori con le maglie di Vilhelmina, Sunnanå SK, Sunnanå SK e Skellefteå FF.
Nel gennaio del 2023 ha firmato un biennale con l'Umeå FC ed il 22 aprile ha debuttato in Ettan nell'incontro vinto 3-0 contro il Bodens BK. Nell'agosto del 2024 ha firmato un contratto di un anno con il FBK Karlstad.

### Nazionale
Nell'agosto del 2023 ha ricevuto la prima convocazione con la  nazionale centrafricana, con cui ha debuttato il 7 settembre giocando il secondo tempo dell'incontro di qualificazione per la Coppa d'Africa 2023 perso 2-1 contro il Ghana.

## Statistiche

### Presenze e reti nei club
Statistiche aggiornate al 18 novembre 2024.
| Stagione             | Squadra              | Campionato           | Campionato | Campionato | Coppe nazionali | Coppe nazionali | Coppe nazionali | Coppe continentali | Coppe continentali | Coppe continentali | Altre coppe | Altre coppe | Altre coppe | Totale | Totale | Totale |
| Stagione             | Squadra              | Comp                 | Pres       | Reti       | Comp            | Pres            | Reti            | Comp               | Pres               | Reti               | Comp        | Pres        | Reti        | Pres   | Reti   |        |
| -------------------- | -------------------- | -------------------- | ---------- | ---------- | --------------- | --------------- | --------------- | ------------------ | ------------------ | ------------------ | ----------- | ----------- | ----------- | ------ | ------ | ------ |
| 2020                 | Skellefteå FF        | D2                   | 7          | 0          | CS+CS           | 0               | 0               | -                  | -                  | -                  | -           | -           | -           | 7      | 0      |        |
| 2020                 | Sunnanå SK           | D3                   | 9          | 1          | CS+CS           | 0               | 0               | -                  | -                  | -                  | -           | -           | -           | 9      | 1      |        |
| 2021                 | Sunnanå SK           | D3                   | 15         | 6          | CS+CS           | 0               | 0               | -                  | -                  | -                  | -           | -           | -           | 15     | 6      |        |
| Totale Sunnanå SK    | Totale Sunnanå SK    | Totale Sunnanå SK    | 24         | 7          |                 | 0               | 0               |                    | -                  | -                  |             | -           | -           | 24     | 7      |        |
| 2021                 | Skellefteå FF        | D2                   | 16         | 1          | CS+CS           | 0               | 0               | -                  | -                  | -                  | -           | -           | -           | 16     | 1      |        |
| 2022                 | Skellefteå FF        | D2                   | 25         | 1          | CS+CS           | 0               | 0               | -                  | -                  | -                  | -           | -           | -           | 25     | 1      |        |
| Totale Skellefteå FF | Totale Skellefteå FF | Totale Skellefteå FF | 48         | 2          |                 | 0               | 0               |                    | -                  | -                  |             | -           | -           | 48     | 2      |        |
| 2023                 | Umeå FC              | D1                   | 25         | 1          | CS+CS           | 0               | 0               | -                  | -                  | -                  | -           | -           | -           | 25     | 1      |        |
| 2024                 | Umeå FC              | D1                   | 6          | 0          | CS              | 0               | 0               | -                  | -                  | -                  | -           | -           | -           | 6      | 0      |        |
| Totale Umeå          | Totale Umeå          | Totale Umeå          | 31         | 1          |                 | 0               | 0               |                    | -                  | -                  |             | -           | -           | 31     | 1      |        |
| 2024                 | Umeå FC Akademi      | D2                   | 3          | 0          | -               | -               | -               | -                  | -                  | -                  | -           | -           | -           | 3      | 0      |        |
| 2024                 | FBK Karlstad         | D1                   | 7          | 0          | CS              | 1               | 0               | -                  | -                  | -                  | -           | -           | -           | 8      | 0      |        |
| Totale carriera      | Totale carriera      | Totale carriera      | 113        | 10         |                 | 1               | 0               |                    | -                  | -                  |             | -           | -           | 114    | 10     |        |

### Cronologia presenze e reti in nazionale
| Cronologia completa delle presenze e delle reti in nazionale ― Rep. Centrafricana | Cronologia completa delle presenze e delle reti in nazionale ― Rep. Centrafricana | Cronologia completa delle presenze e delle reti in nazionale ― Rep. Centrafricana | Cronologia completa delle presenze e delle reti in nazionale ― Rep. Centrafricana | Cronologia completa delle presenze e delle reti in nazionale ― Rep. Centrafricana | Cronologia completa delle presenze e delle reti in nazionale ― Rep. Centrafricana | Cronologia completa delle presenze e delle reti in nazionale ― Rep. Centrafricana | Cronologia completa delle presenze e delle reti in nazionale ― Rep. Centrafricana |
| Data                                                                              | Città                                                                             | In casa                                                                           | Risultato                                                                         | Ospiti                                                                            | Competizione                                                                      | Reti                                                                              | Note                                                                              |
| --------------------------------------------------------------------------------- | --------------------------------------------------------------------------------- | --------------------------------------------------------------------------------- | --------------------------------------------------------------------------------- | --------------------------------------------------------------------------------- | --------------------------------------------------------------------------------- | --------------------------------------------------------------------------------- | --------------------------------------------------------------------------------- |
| 7-9-2023                                                                          | Kumasi                                                                            | Ghana                                                                             | 2 – 1                                                                             | Rep. Centrafricana                                                                | Qual. Coppa d'Africa 2023                                                         | -                                                                                 | 46’                                                                               |
| 20-11-2023                                                                        | Bamako                                                                            | Mali                                                                              | 1 – 1                                                                             | Rep. Centrafricana                                                                | Qual. Mondiali 2026                                                               | -                                                                                 |                                                                                   |
| 22-3-2024                                                                         | Colombo                                                                           | Rep. Centrafricana                                                                | 6 – 0                                                                             | Bhutan                                                                            | Amichevole                                                                        | -                                                                                 |                                                                                   |
| 25-3-2024                                                                         | Colombo                                                                           | Rep. Centrafricana                                                                | 4 – 0                                                                             | Papua Nuova Guinea                                                                | Amichevole                                                                        | -                                                                                 |                                                                                   |
| 5-6-2024                                                                          | Oujda                                                                             | Rep. Centrafricana                                                                | 1 – 0                                                                             | Ciad                                                                              | Qual. Mondiali 2026                                                               | -                                                                                 |                                                                                   |
| 10-6-2024                                                                         | Kumasi                                                                            | Ghana                                                                             | 4 – 3                                                                             | Rep. Centrafricana                                                                | Qual. Mondiali 2026                                                               | -                                                                                 | 72’                                                                               |
| 5-9-2024                                                                          | El Jadida                                                                         | Rep. Centrafricana                                                                | 3 – 1                                                                             | Lesotho                                                                           | Qual. Coppa d'Africa 2025                                                         | -                                                                                 |                                                                                   |
| 10-9-2024                                                                         | Franceville                                                                       | Gabon                                                                             | 2 – 0                                                                             | Rep. Centrafricana                                                                | Qual. Coppa d'Africa 2025                                                         | -                                                                                 |                                                                                   |
| 12-10-2024                                                                        | Oujda                                                                             | Marocco                                                                           | 5 – 0                                                                             | Rep. Centrafricana                                                                | Qual. Coppa d'Africa 2025                                                         | -                                                                                 |                                                                                   |
| 15-10-2024                                                                        | Oujda                                                                             | Marocco                                                                           | 4 – 0                                                                             | Rep. Centrafricana                                                                | Qual. Coppa d'Africa 2025                                                         | -                                                                                 |                                                                                   |
| 14-11-2024                                                                        | Bloemfontein                                                                      | Lesotho                                                                           | 1 – 0                                                                             | Rep. Centrafricana                                                                | Qual. Coppa d'Africa 2025                                                         | -                                                                                 |                                                                                   |
| 18-11-2024                                                                        | Johannesburg                                                                      | Rep. Centrafricana                                                                | 0 – 1                                                                             | Gabon                                                                             | Qual. Coppa d'Africa 2025                                                         | -                                                                                 | 64’                                                                               |
| Totale                                                                            |                                                                                   | Presenze                                                                          | 12                                                                                |                                                                                   | Reti                                                                              | 0                                                                                 |                                                                                   |